# Carrossel (álbum de Skank)
Carrossel é o sétimo álbum de estúdio da banda mineira Skank, lançado em 2006 pela Sony BMG. O álbum traz quinze canções inéditas, incluindo uma parceria entre Arnaldo Antunes e Samuel Rosa, a canção "Trancoso". A faixa "Uma Canção é pra Isso" recebeu um videoclipe que foi indicado ao MTV Video Music Brasil 2006.

## Faixas
Todas as faixas escritas e compostas por Samuel Rosa e Chico Amaral, exceto onde indicado. 
| N.º | Título                    | Compositor(es)                            | Duração |  |
| 1.  | "Eu e a Felicidade"       | Samuel Rosa, Nando Reis                   | 3:48    |  |
| 2.  | "Uma Canção é pra Isso"   |                                           | 3:53    |  |
| 3.  | "Até o Amor Virar Poeira" |                                           | 3:34    |  |
| 4.  | "O Som da Sua Voz"        |                                           | 4:47    |  |
| 5.  | "Cara Nua"                | Samuel Rosa, Humberto Effe                | 4:01    |  |
| 6.  | "Mil Acasos"              |                                           | 3:10    |  |
| 7.  | "Lugar"                   | Samuel Rosa, César Maurício               | 3:49    |  |
| 8.  | "Notícia"                 | Samuel Rosa, Humberto Effe                | 4:28    |  |
| 9.  | "Garrafas"                | Chico Amaral, Lelo Zaneti                 | 4:08    |  |
| 10. | "Panorâmica"              |                                           | 4:32    |  |
| 11. | "Balada pra João e Joana" |                                           | 4:40    |  |
| 12. | "Trancoso"                | Samuel Rosa, Arnaldo Antunes              | 3:20    |  |
| 13. | "Antitelejornal"          | Samuel Rosa, Rodrigo Leão                 | 4:33    |  |
| 14. | "Seus Passos"             | Samuel Rosa, César Maurício               | 3:44    |  |
| 15. | "Um Homem Solitário"      | Samuel Rosa, Chico Amaral, César Maurício | 3:58    |  |

## Créditos

### Skank
- Samuel Rosa: vocal, guitarra e violão
- Henrique Portugal: teclados
- Lelo Zaneti: baixo
- Haroldo Ferretti: bateria

### Músicos convidados
- Rogério Delayon: banjo
- Edson Queiroz, Elias Barros, Leonardo Lacerda e William Barros: violinos
- Eliseu Barros: viola
- Antônio Viola: violoncelo
- Artur Andrés: flauta
- Dilson Florêncio: saxofone
- Aílton Ramez: trompa
- Décio Ramos: timpano
- Sérgio Aluotto: marimba e vibrafone
- Fausto Borém: contrabaixo
- Artur Andrés: arranjo de cordas e sopros